# WBSCヨーロッパ
WBSCヨーロッパ（英語: WBSC Europe）は、ヨーロッパにおける各国の野球・ソフトボール協会を統括する、世界野球ソフトボール連盟（WBSC）傘下の大陸連盟。

## 概要
欧州野球連盟（Confederation of European Baseball、CEB）と欧州ソフトボール連盟（European Softball Federation、ESF）が合併し、2018年2月14日に発足。ヨーロッパにおける野球、ソフトボールおよびベースボール5の主要大会を主催している。

## 歴史

### 欧州野球連盟
ヨーロッパにおける野球の統括団体として、5カ国（ベルギー、フランス、西ドイツ、イタリア、スペイン）の連盟によって1953年に欧州野球連盟（Fédération Européenne de Baseball、FEB）がフランスのパリで設立された。翌1954年には、ヨーロッパ野球選手権大会の第1回大会がベルギーで開催され、イタリアが初優勝を収めた。1967年にはオランダとイタリアが脱退したが、翌年復帰した。1972年、FEBは欧州アマチュア野球連盟（Confederation Européenne de Baseball Amateur、CEBA）に改称された。1992年にはバルセロナオリンピックで野球が初めて正式競技として実施されたが、この年までにCEBAには25の国と地域が加盟していた。1994年、CEBAは欧州野球連盟（CEB）に改称された。

### 欧州ソフトボール連盟
欧州ソフトボール連盟（ESF）は、ヨーロッパにおけるソフトボールの普及と発展を目的として、6カ国（ベルギー、フランス、イタリア、ドイツ、オランダ、スペイン）の野球・ソフトボール連盟によって1976年にイタリアのローマで設立された。1979年にはイタリアのロヴェレートで初の女子選手権を開催し、6カ国（オランダ、イタリア、ベルギー、スウェーデン、スペイン、イギリス）が参加した。2001年には、ブルガリアのソフィアで開催された総会において、スイスに本部を置くことが決定された。

### WBSCヨーロッパの発足
2018年2月、フランスのヴァル・デュロップで開催されたCEBとESFの臨時大会において、両者が合併しWBSCヨーロッパを設立することが決定された。これによりヨーロッパは、先立って統合された世界野球ソフトボール連盟（WBSC）に倣って野球とソフトボールの統括組織を1つに統合した最初の大陸となった。WBSCのリッカルド・フラッカーリ会長は「WBSCヨーロッパの設立は極めて重要な成長市場における野球とソフトボールのムーブメントの統合であり、今後10年間で10億人を有するコミュニティを構築し、世界的かつ長期的なオリンピックスポーツとなるためのもう一つの歴史的なステップです」と述べた。2021年11月には臨時総会で新たな定款が承認され、CEBとESFを正式に解体することが決定された。

## 主な主催・協賛大会

### 野球
- ヨーロッパ野球選手権大会
- ヨーロッパ女子野球選手権大会
- U-23ヨーロッパ野球選手権大会
- U-18ヨーロッパ野球選手権大会
- U-15ヨーロッパ野球選手権大会
- U-12ヨーロッパ野球選手権大会
- ヨーロピアンカップ（欧州チャンピオンズカップ・コンフェデレーションカップ・フェデレーションズカップ）

### ソフトボール
- 女子ソフトボールヨーロッパ選手権
- U-22女子ソフトボールヨーロッパ選手権
- U-18女子ソフトボールヨーロッパ選手権
- U-15女子ソフトボールヨーロッパ選手権

- 男子ソフトボールヨーロッパ選手権
- U-23男子ソフトボールヨーロッパ選手権
- U-18男子ソフトボールヨーロッパ選手権
- U-16男子ソフトボールヨーロッパ選手権

- 女子ヨーロピアンカップ（欧州プレミアカップ・欧州カップ・欧州カップウィナーズカップ）
- 男子ヨーロピアンカップ（欧州スーパーカップ）

### ベースボール5
- ヨーロッパ・ベースボール5選手権大会
- U-17ヨーロッパ・ベースボール5選手権大会

## 加盟国・地域
2023年12月現在
| 国・地域     | コード | 野球 | SB | 備考     |
| ------------ | ------ | ---- | -- | -------- |
| オーストリア | AUT    | ●    | ●  |          |
| ベルギー     | BEL    | ●    | ●  |          |
| ベラルーシ   | BLR    | ●    | － |          |
| ブルガリア   | BUL    | ●    | ●  |          |
| クロアチア   | CRO    | ●    | ●  |          |
| キプロス     | CYP    | ●    | ●  |          |
| チェコ       | CZE    | ●    | ●  |          |
| デンマーク   | DEN    | ●    | ●  |          |
| スペイン     | ESP    | ●    | ●  |          |
| エストニア   | EST    | ●    | ●  |          |
| フィンランド | FIN    | ●    | ●  |          |
| フランス     | FRA    | ●    | ●  |          |
| イギリス     | GBR    | ●    | ●  |          |
| ジョージア   | GEO    | ●    | ●  |          |
| ドイツ       | GER    | ●    | ●  |          |
| ガーンジー   | GGY    | －   | ●  | [ 注 1 ] |
| ギリシャ     | GRE    | ●    | ●  |          |
| ハンガリー   | HUN    | ●    | ●  |          |
| アイルランド | IRL    | ●    | ●  |          |
| イスラエル   | ISR    | ●    | ●  |          |
| イタリア     | ITA    | ●    | ●  |          |
| コソボ       | KOS    | ●    | ●  |          |
| ラトビア     | LAT    | ●    | － |          |
| リトアニア   | LTU    | ●    | ●  |          |
| モルドバ     | MDA    | ●    | ●  |          |
| マルタ       | MLT    | ●    | ●  |          |
| オランダ     | NED    | ●    | ●  |          |
| ノルウェー   | NOR    | ●    | ●  |          |
| ポーランド   | POL    | ●    | ●  |          |
| ポルトガル   | POR    | ●    | － |          |
| ルーマニア   | ROU    | ●    | ●  |          |
| ロシア       | RUS    | ●    | ●  |          |
| スロベニア   | SLO    | ●    | ●  |          |
| サンマリノ   | SMR    | ●    | ●  |          |
| セルビア     | SRB    | ●    | ●  |          |
| スイス       | SUI    | ●    | ●  |          |
| スロバキア   | SVK    | ●    | ●  |          |
| スウェーデン | SWE    | ●    | ●  |          |
| トルコ       | TUR    | ●    | ●  |          |
| ウクライナ   | UKR    | ●    | ●  |          |

## 歴代会長

### 欧州野球連盟
- ステノ・ボルゲーゼ （1957 - 1970）
- ブルーノ・ベネック （1971 - 1984）
- フース・バンダーヘイデン （1985 - 1986）
- アルド・ノタリ （1987 - 2004）
- マルチン・ミラー （2005 - 2012）
- ペテル・ディットリッチ （2012 - 2013）
- ジャン・エッセルマン （2013 - 2017）
- ディディエ・セミネ （2017 - 2022）

### 欧州ソフトボール連盟
- ブルーノ・ベネック （1977 - 1985）
- テオ・ブリューシュワー （1985 - 1991）
- エンリコ・ベルティロッティ （1991 - 1993）※代理
- アニー・ライネンベルク＝ハウゼン （1993 - 1994）※死去
- エンリコ・ベルティロッティ （1994 - 1995）※代理
- ヨス・ギースケンス （1995 - 2003）
- マイク・ジェニングス （2003 - 2009）
- アンドレ・ファン・オーバーベック （2009 - 2017）
- ガブリエル・ワーゲ （2017 - 2022）

### WBSCヨーロッパ
- クルーノ・カリン （2022 - ）